# 奧波萊省
奧波萊省（波蘭語：województwo opolskie）是波蘭的一個省，位於該國南部，南鄰捷克。面積9,412平方公里。2006年人口為1,055,667人。首府奧波萊。是波蘭面積最小的省份。是西里西亞地區的一部分，中小企业较多。
1999年由原奧波萊省和琴斯托霍瓦省合併而成。下分为1个县级市和11个縣，共71个市鎮。

## 歷史
1950年自卡托維茲省分出，1965年面積9,506平方公里，人口1 009 200人。1998年面積8,535平方公里，人口1,022,100人。